# Adventures of Sherlock Holmes; or, Held for Ransom
Adventures of Sherlock Holmes; or, Held for Ransom ist ein amerikanischer Stummfilm. Regie führte J. Stuart Blackton für die Vitagraph Studios.

## Hintergrund
Es war der zweite Film, der auf  Arthur Conan Doyles Sherlock Holmes basierte, nach dem Film Sherlock Holmes Baffled von 1900. Er wird in der Regel als erster Versuch gesehen, eine ernsthafte Holmes-Adaption zu verfilmen.
Das Drehbuch von Theodore Liebler enthält Elemente aus der Novelle Das Zeichen der Vier.
Es traten Gilbert M. Anderson als Sherlock Holmes, Kyrle Bellew als John Watson und J. Barney Sherry auf. Für Costello war es die erste Rolle, bevor er ein so genanntes Matinée Idol wurde.
Veröffentlicht wurde der Film am 7. Oktober 1905. Obwohl verschiedene Quellen davon ausgehen, der Film sei verloren, sind noch Fragmente in der Paper Print Collection der Library of Congress vorhanden. Er wurde auf 35-mm-Schwarz-Weiß-Film gedreht und hat eine Länge von 725 Metern auf einer Rolle.

## Weblink
- Adventures of Sherlock Holmes; or, Held for Ransom bei IMDb